# Esqui aquático nos Jogos Pan-Americanos de 2015 - Slalom masculino
A competição do slalom masculino foi um dos eventos do esqui aquático nos Jogos Pan-Americanos de 2015, em Toronto. Foi disputada no canal oeste do Lago Ontário entre os dias 20 e 23 de julho.

## Calendário
Horário local (UTC-4).
| Data        | Horário | Fase         |
| ----------- | ------- | ------------ |
| 20 de julho | 10:00   | Preliminares |
| 23 de julho | 10:00   | Finais       |

## Medalhistas
| Ouro   | USA Nate Smith       |
| Prata  | CAN Jason McClintock |
| Bronze | ARG Javier Julio     |

## Resultados

### Preliminares
Os oito melhores atletas se classificaram para a final.
| Colocação | Atleta           | Nacionalidade            | Resultados    | Notas |
| --------- | ---------------- | ------------------------ | ------------- | ----- |
| 1         | Nate Smith       | USA Estados Unidos       | 2.00/58/10.25 | Q     |
| 2         | Javier Julio     | ARG Argentina            | 4.50/58/11.25 | Q     |
| 2         | Sandro Ambrosi   | MEX México               | 4.50/58/11.25 | Q     |
| 4         | Santiago Correa  | COL Colômbia             | 3.50/58/11.25 | Q     |
| 4         | Jason McClintock | CAN Canadá               | 3.50/58/11.25 | Q     |
| 6         | Felipe Miranda   | CHI Chile                | 3.00/58/11.25 | Q     |
| 6         | Robert Pigozzi   | DOM República Dominicana | 3.00/58/11.25 | Q     |
| 6         | Adam Pickos      | USA Estados Unidos       | 3.00/58/11.25 |       |
| 6         | Jose Mesa        | COL Colômbia             | 3.00/58/11.25 | Q     |
| 10        | Carlos Lamadrid  | MEX México               | 2.50/58/11.25 |       |
| 11        | Felipe Neves     | BRA Brasil               | 2.00/58/11.25 |       |
| 12        | Rodrigo Miranda  | CHI Chile                | 4.00/58/12.00 |       |
| 12        | Martin Malarczuk | ARG Argentina            | 4.00/58/12.00 |       |
| 14        | Mateo Botero     | COL Colômbia             | 3.00/58/12.00 |       |
| 15        | Mario Mustafa    | PER Peru                 | 2.50/58/13.00 |       |
| 16        | Jaret Llewellyn  | CAN Canadá               | 2.50/58/13.00 |       |
| 17        | Alvaro Lamadrid  | MEX México               | 0.50/58/14.00 |       |
| 18        | Andrew Dunlap    | GUA Guatemala            |               |       |

### Finais
| Colocação         | Atleta           | Nacionalidade            | Resultados    | Notas |
| ----------------- | ---------------- | ------------------------ | ------------- | ----- |
| Medalha de ouro   | Nate Smith       | USA Estados Unidos       | 1.00/58/10.25 |       |
| Medalha de prata  | Jason McClintock | CAN Canadá               | 1.00/58/10.25 |       |
| Medalha de bronze | Javier Julio     | ARG Argentina            | 5.00/58/11.25 |       |
| 4                 | Santiago Correa  | COL Colômbia             | 5.00/58/11.25 |       |
| 5                 | Felipe Miranda   | CHI Chile                | 5.00/58/11.25 |       |
| 6                 | Sandro Ambrosi   | MEX México               | 2.50/58/11.25 |       |
| 7                 | Jose Mesa        | COL Colômbia             | 2.50/58/11.25 |       |
| 8                 | Robert Pigozzi   | DOM República Dominicana | 3.00/58/14.25 |       |